# Bel-Air (métro de Paris)
Pour les articles homonymes, voir Bel Air.
Ne doit pas être confondu avec Gare de Bel-Air (Paris) ou Gare de Bel-Air-Ceinture.
Bel-Air est une station de la ligne 6 du métro de Paris, située dans le 12e arrondissement de Paris.

## Situation
La station est située sur le boulevard de Picpus, entre les quartiers de Picpus et du Bel-Air.
La station est aérienne, au niveau de la surface, mais les voies sont souterraines en amont comme en aval : les rames montent donc vers la surface en rejoignant la station pour redescendre en la quittant. Ce tracé s'explique par la nécessité de préserver les voies de la ligne de Paris-Bastille à Marles-en-Brie ou « ligne de Vincennes » qui reliait la gare de Paris-Bastille à la vallée de la Marne, via la gare de Reuilly, et qui emmenait les ouvriers parisiens vers les guinguettes. La station enjambe ainsi la tranchée par laquelle passaient les voies ferrées et se situe à l'ouest de l'ancienne gare de Bel-Air située sur cette même ligne.

## Histoire
La station est ouverte en 1909.

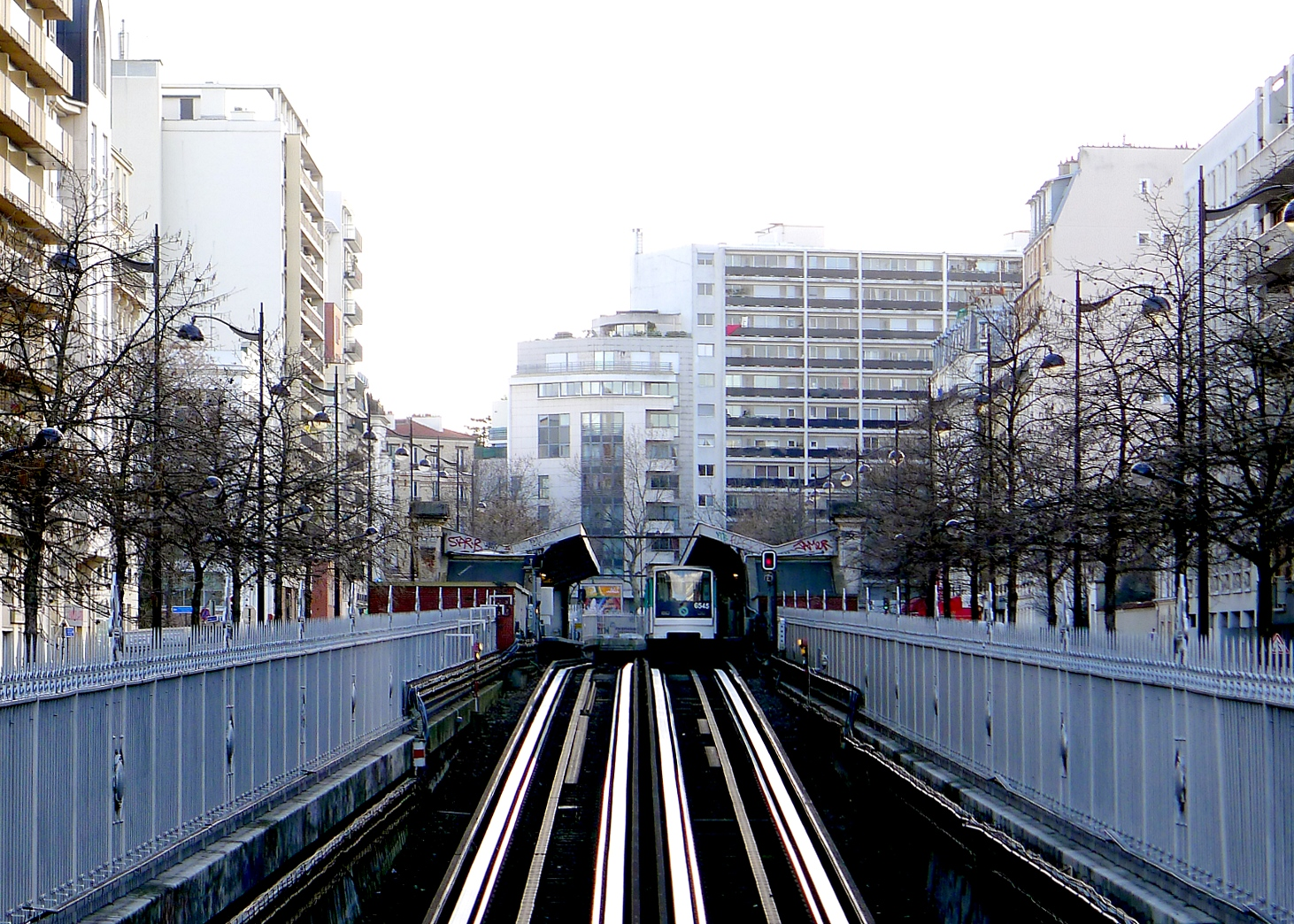
Station du Bel-Air vue d'une passerelle du boulevard de Picpus.

Fermée en 1939 pour cause de guerre, la station ne rouvrit pas à la Libération (comme d'autres stations du réseau). Elle rouvrit finalement le 7 janvier 1963.

### Fréquentation
Nombre de voyageurs entrés à cette station :
| Année                      | 2013      | 2014      | 2015      | 2016      | 2017      | 2018      | 2019      | 2020      | 2021      |
| -------------------------- | --------- | --------- | --------- | --------- | --------- | --------- | --------- | --------- | --------- |
| Nombre de voyageurs par an | 2 319 026 | 2 249 229 | 2 176 466 | 2 223 888 | 2 298 213 | 2 406 187 | 2 247 926 | 1 168 869 | 1 605 573 |
| Rang                       | 230e      | 235e      | 236e      | 237e      | 232e      | 229e      | 230e      | 224e      | 220e      |
| Nombre de stations         | 302       | 302       | 302       | 302       | 302       | 302       | 302       | 304       | 304       |

## Services aux voyageurs

### Accès
La station dispose de trois accès situés devant les nos 15, 32 et 34 du boulevard de Picpus.
- l'accès no 1 « Boulevard de Picpus» ;
- l'accès no 2 « Rue du Sahel » ;
- l'accès no 3 « Rue Dagorno ».

Accès à la station
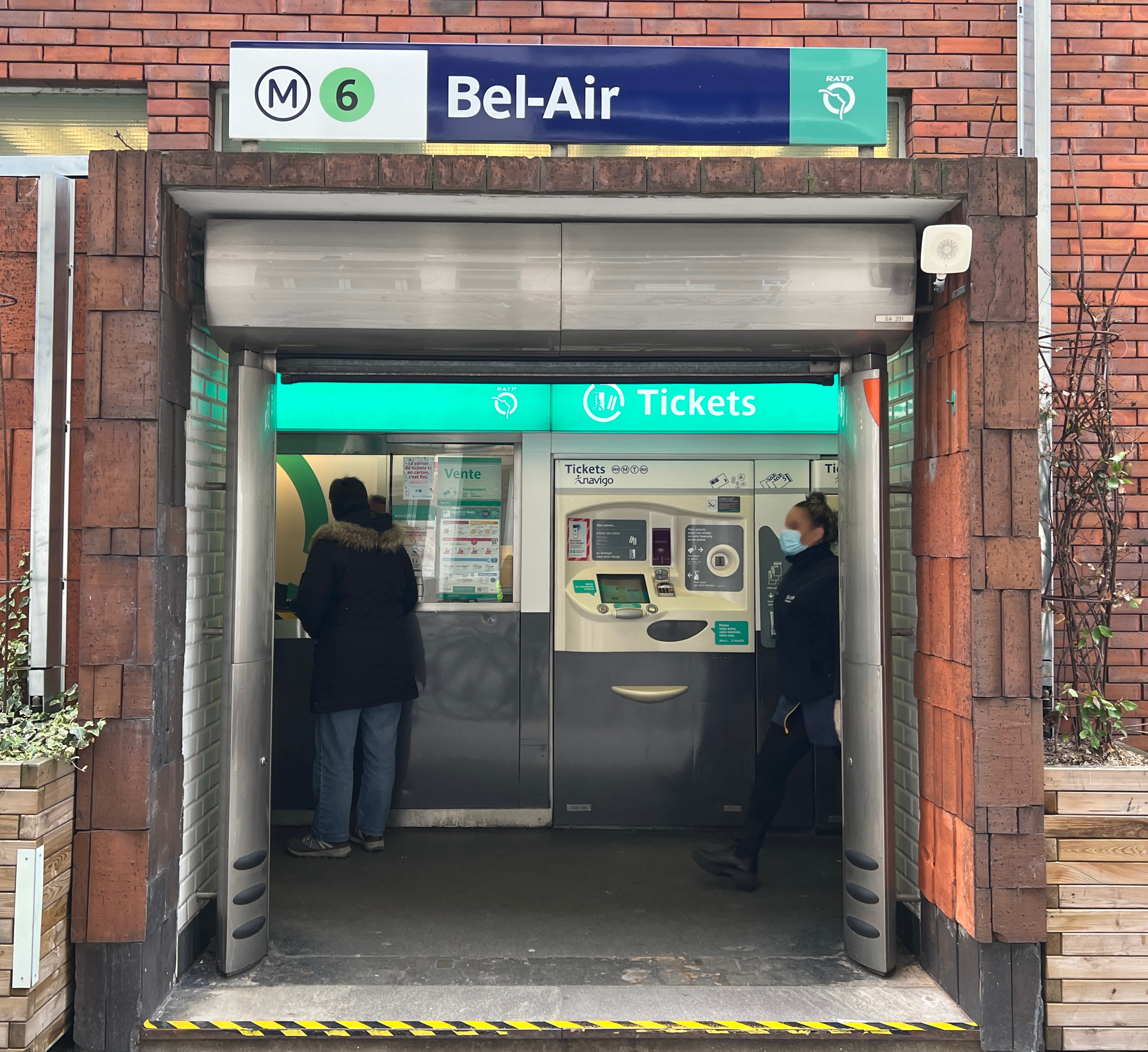
L'accès no 1, « Boulevard de Picpus ».
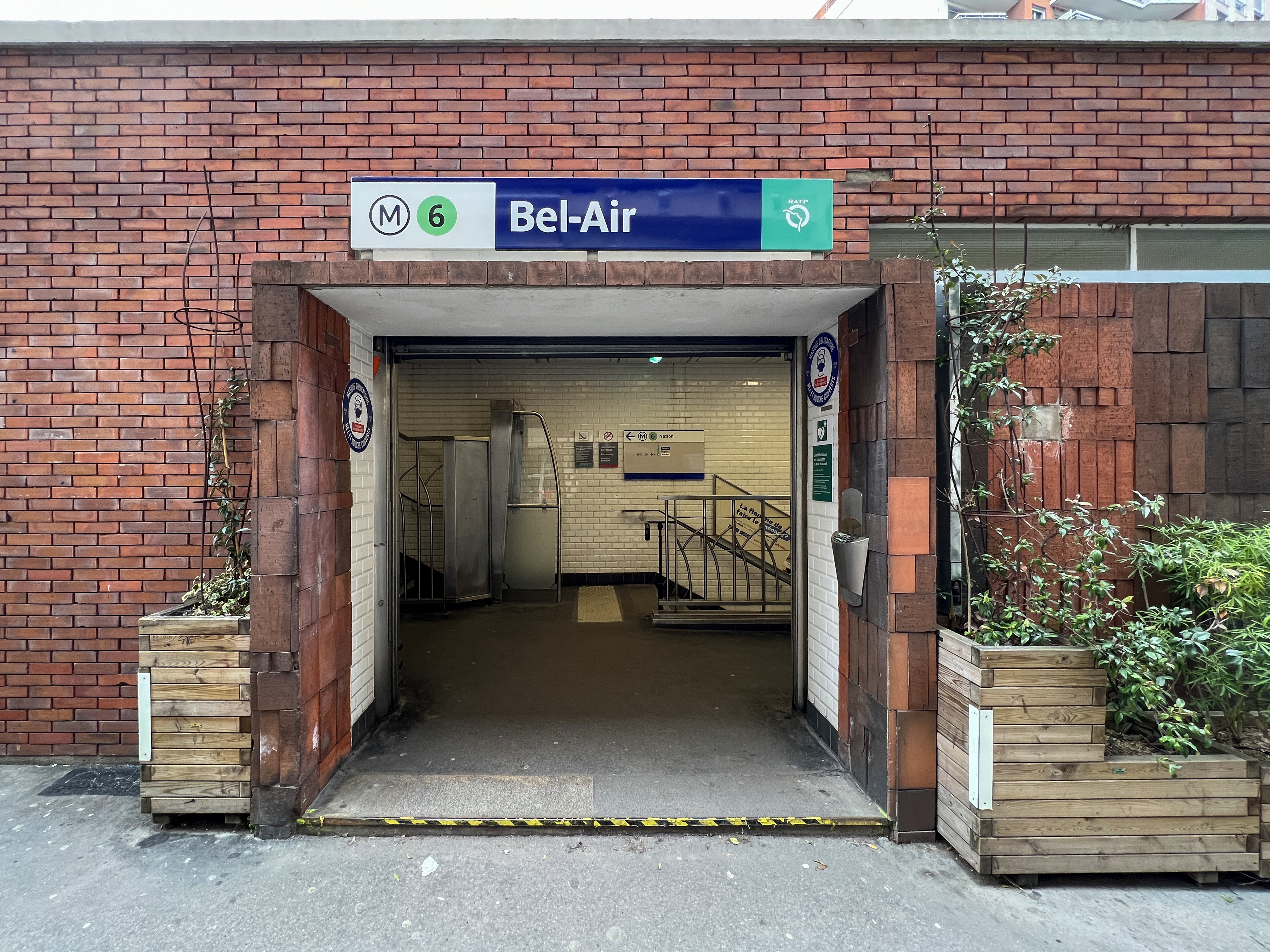
L'accès no 2, « Rue du Sahel ».
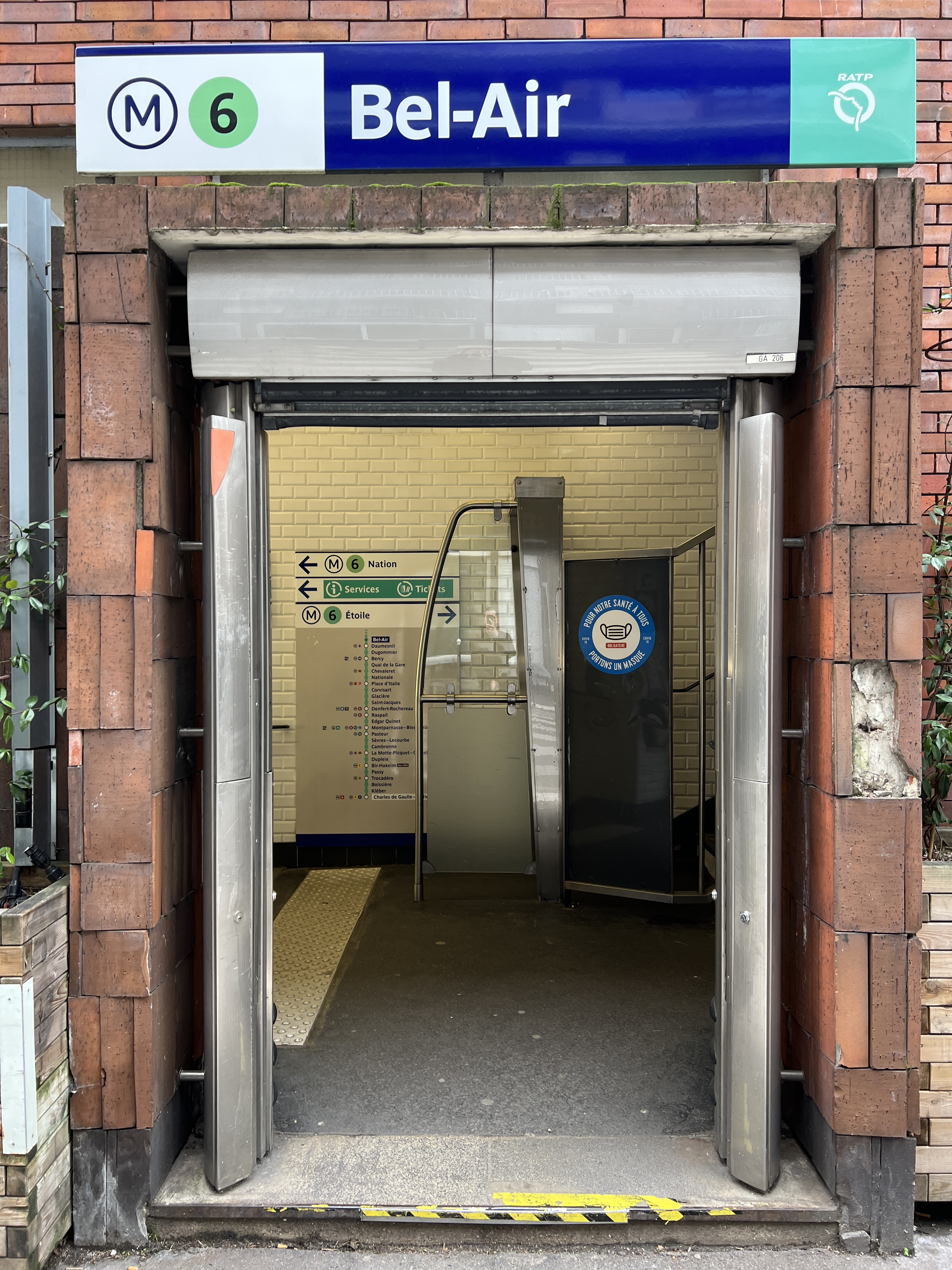
L'accès no 3, « Rue Dagorno ».

### Quais
L'unique sortie de la station est accessible en queue de rame depuis Nation, en tête depuis Étoile.

### Intermodalité
La station ne dispose pas de correspondance avec le réseau de bus RATP.

## À proximité
Les voies de la ligne de Vincennes, reliant l'ancienne gare de la Bastille à la vallée de la Marne, dont Bel-Air était une gare, ont été déposées et leur emprise a été convertie depuis les années 1990 en un espace vert, la coulée verte René-Dumont, reliant les abords de la place de la Bastille à la porte de Montempoivre, très appréciée des promeneurs du dimanche. La pratique du vélo et des patins à roulettes est autorisée sur cette portion de la promenade.
L'hôpital Rothschild est à proximité immédiate et l'hôpital Armand-Trousseau (hôpital pour enfants) est à quelques pas.